# Gay bear

Flaga ruchu bears, zaprojektowana w roku 1995 przez Craiga Byrnesa

Gay bear – subkultura homoseksualna oparta na pociągu emocjonalnym, psychicznym i seksualnym do mężczyzn o określonym typie budowy ciała – powinien być wysoki, owłosiony, zarówno na twarzy, jak i na ciele, przy kości lub paker. Subkultura posiada własną identyfikację kulturową, kod, wydarzenia, publikacje. W Polsce z reguły utożsamia się ją z inną, pokrewną subkulturą – gay chub, której istotą jest pociąg w kierunku osób z nadwagą i otyłych.

## Historia ruchu

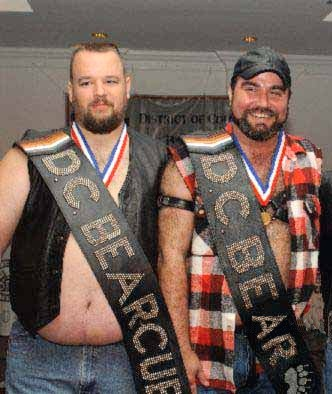
Mr. DC Bear Cub 2006 i Mr. DC Bear 2006

Nazwa bear czyli niedźwiedź lub miś nawiązuje do masywnej sylwetki i owłosienia tych osób. Ale nie wyłącznie. Nazwa ta odwołuje się do symboliki popularnego określenia Teddy bear, tj. kogoś, kto jest przyjacielski, bezpośredni, naturalny, spolegliwy. Kogoś, kto reprezentuje w przenośni cechy misia pluszowego. Początki ruchu sięgają lat 80., kiedy społeczność homoseksualna przestała akceptować pewien typ urody (na którym oparł się później ruch bears). W tym czasie prężny był również ruch motocyklistów, który ze swymi akcesoriami, zwłaszcza skórzanymi ubraniami, również przyczynił się do rozwoju i popularyzacji subkultury bears. Początkowo jej członkowie skupieni byli wokół czasopisma Bear Magazine i lokalu w San Francisco Lone Star Saloon. Prawdziwy rozwój subkultury nastąpił wraz z popularnością internetu. Ruch przyjął hasło "Bądź sobą. Nie zważaj na etykietki, nie staraj się na siłę dopasowywać do estetycznych oczekiwań innych".

## Ruch bears w Polsce

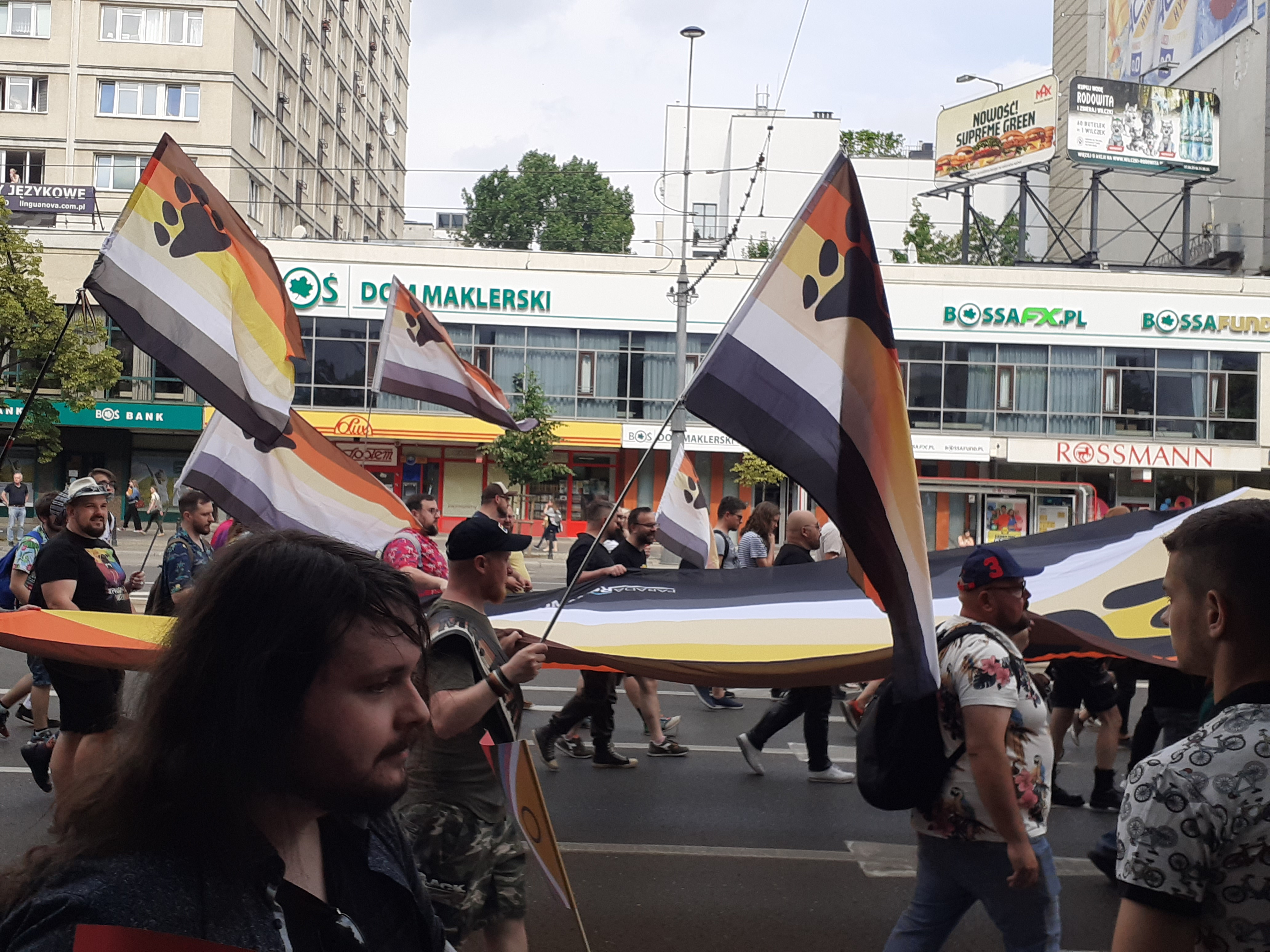
Flagi bearów niesione na Paradzie Równości w 2023

Pierwszym widocznym objawem istnienia zainteresowania kulturą bears and chubs była powstała w roku 1998 strona internetowa grubaski.cjb.net. Dopiero we wrześniu 2009 roku powstała pierwsza polska organizacja skupiająca członków subkultury bears. Mimo tak długiej historii, polska społeczność bears pozostaje mało widoczna medialnie i społecznie, także wśród szerokopojętej społeczności LGBT. Jej aktywność internetowa skupia się głównie na kilku grupach na facebooku oraz Instagramie oraz paru stosunkowo mało popularnych stronach internetowych. Nie funkcjonują też odrębne lokale czy kluby dedykowane polskim niedźwiedziom, choć na przestrzeni lat kilka z nich dorobiło się miana bear friendly, czyli przyjaznego miśkom. W środowisku bears szczególnie znana jest sauna gejowska ("Therma Silesia"), działająca w Chorzowie-Batorym oraz sieć klubów muzycznych HAH, znajdujących się w Poznaniu, Sopocie, Katowicach oraz Wrocławiu. Rodzima społeczność bears skupia zarówno osoby utożsamiające się z subkulturą bears, chubs jak i chaser. Największą imprezą bear w Polsce są organizowane od ponad dekady wybory Mr. Bear Poland.
Od 2009 roku działa Stowarzyszenie Bears of Poland, zajmujące się m.in.: integracją społeczności bears, chub i chaser (wewnętrzną, jak i z innymi subkulturami), profilaktyką HIV, edukacją społeczną na rzecz tolerancji wobec zjawiska homoseksualności oraz pomocą osobom z nadwagą w pozbyciu się kompleksów, wynikających z braku akceptacji ich wyglądu (próba przełamania stereotypów głoszących, że tylko osoba szczupła może być atrakcyjna).

## Podstawowe wyrażenia

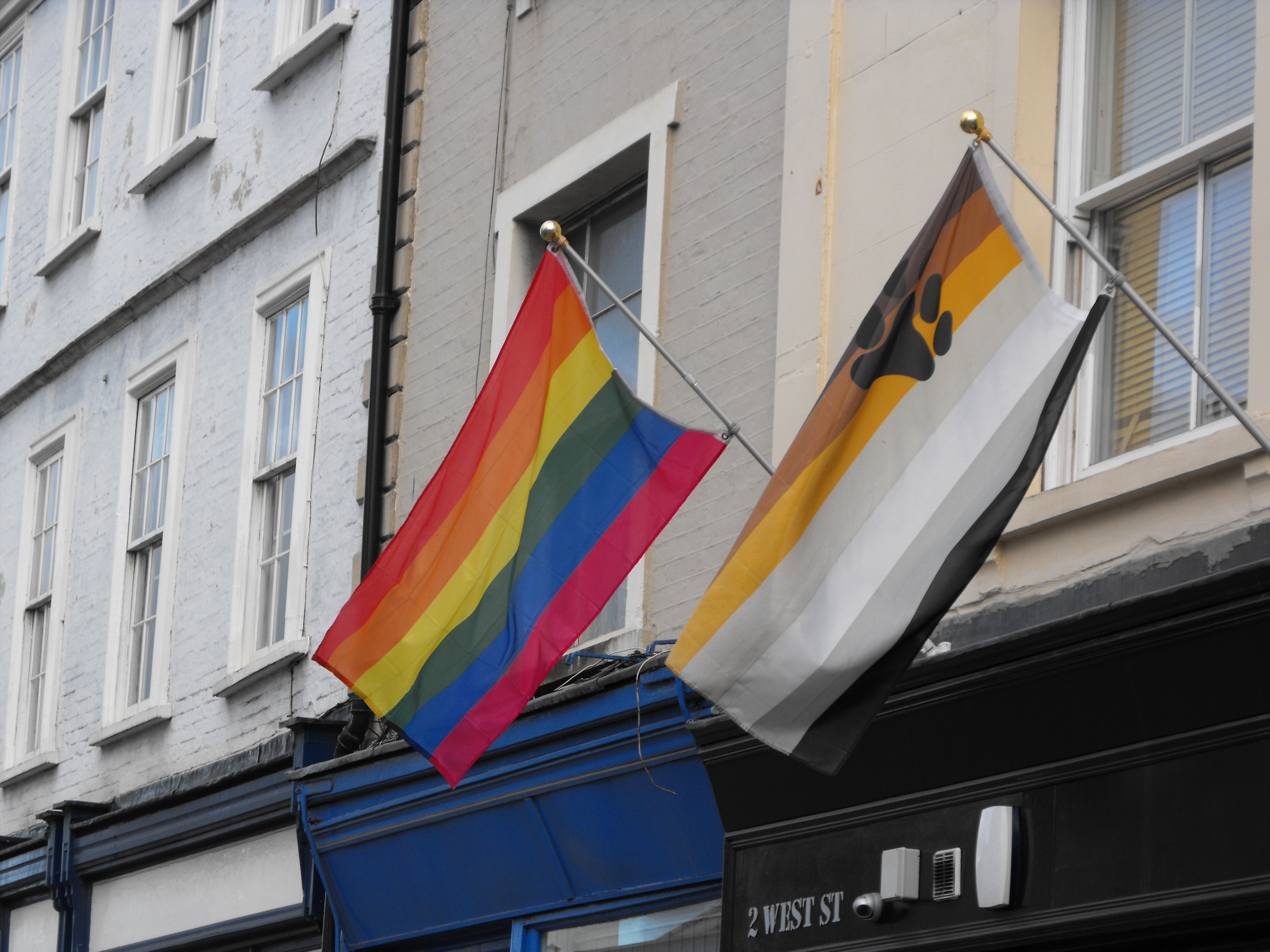
Flaga bears nad pubem dla "misiów" w Bristolu

Kilka określeń używanych w subkulturze bears:
- Bear – owłosiony mężczyzna o grubej bądź muskularnej budowie ciała zazwyczaj z zarostem na twarzy. Może być ogolony i w każdym wieku.
- Chaser – pojęcie, które odnosi się do kogoś, kto jest seksualnie bądź emocjonalnie zainteresowany osobami określanymi mianem bear. Czasami określany jest jako admirer. Admirer / chaser może mieć dowolną wagę, może być owłosiony lub nie oraz może być w dowolnym wieku.
- Chub – mężczyzna o masywnej sylwetce. Może ale nie musi być określany jako bear.
- Cub – młodsza wersja bear, zwykle jednak nie zawsze o skromniejszej posturze. Termin często określany do opisania pasywnego partnera w związku.
- Daddy bear – starszy mężczyzna który niekiedy szuka młodszego bear, cub, otter, lub chasera w celu stworzenia relacji ojciec-syn.
- Otter – owłosiony mężczyzna o szczupłej bądź atletycznej budowie ciała.
- Wolf – podobnie jak otter jednak bardziej agresywny.
- Złotowłosa (ang. goldilocks) – heteroseksualna kobieta zaprzyjaźniona z mężczyznami z subkulturze gay bear.
- Ursula – homoseksualna kobieta o masywnej budowie.